# Heinz (compañía)
H. J. Heinz, conocida simplemente como Heinz, fue una compañía estadounidense agroalimentaria. Parte del conglomerado Kraft Heinz, es una empresa reconocida por sus productos de salsa, siendo el kétchup su producto más emblemático. También comercializa condimentos, pastas, sopas enlatadas, ensaladas, platos preparados, zumos (jugos) y alimentos para niños.
Heinz es una multinacional que tiene industrias de procesado de alimentos en Estados Unidos, Australia, Canadá, España, Nueva Zelanda y China. Sus productos están presentes en los mercados de todo el mundo.
El kétchup, inventado por la propia compañía, es su producto más famoso, siendo ingrediente esencial para las hamburguesas de los restaurantes de comida rápida como McDonald's o Burger King.

## Historia

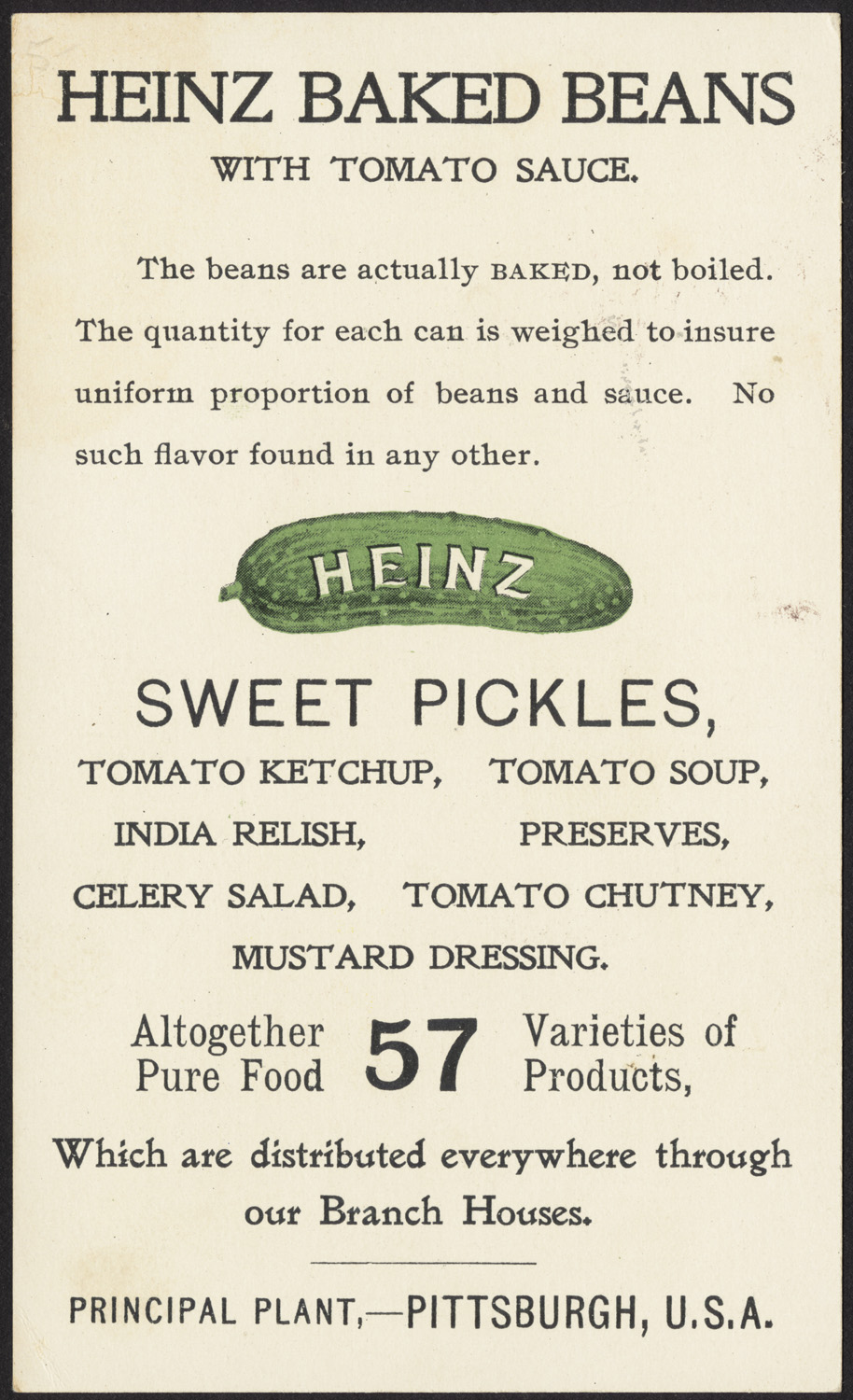
Anuncio publicitario de la salsa de tomate Heinz Baked Beans (1900)

La compañía fue fundada en 1869 por Henry John Heinz en Pittsburgh, Pensilvania. Heinz, para entonces con veinticinco años de edad, comenzó entregando los condimentos procesados a los especieros locales en carros tirados por caballos. El primer producto de la compañía fue el rábano picante, seguido por las salmueras, el sauerkraut y el vinagre.
Nombraron a la compañía inicialmente the Anchor Pickle and Vinegar Works (la fábrica de salmuera del ancla y productos de vinagre), por el vinagre que elaboraban, siendo esta dirigida por Heinz y su socio L. C. Nobla. El nombre cambió a Heinz, Noble & Company en 1872 y la compañía volvió a ser trasladada a Pittsburgh.
Después de que ciertas actividades bancarias especulativas sembraran el pánico, la compañía declaró bancarrota en 1875. Heinz reinició su negocio con la ayuda de su hermano John y su primo Frederick. Al año siguiente se introdujo lo que se convirtió en su producto más conocido: la salsa de tomate kétchup. Se conocía en ese momento a la nueva compañía como F. y J. Heinz hasta 1888, cuando Henry compró las acciones que controlaba su hermano y dio al negocio su nombre actual.
En la década de los cuarenta, la compañía adquirió una fábrica de alimentos enlatados llamada Gutiérrez, Madrazo y Cía., alimentos enlatados, dulces y conservas, ubicada en el municipio de Rafael Lara Grajales del estado de Puebla, México. Al comprar esta empresa mexicana, aunque de dueños españoles, también adquirió una nueva fórmula para su famosa salsa de tomate. Años más tarde, en los años setenta, Heinz vendió esta fábrica que actualmente mantiene operaciones bajo el nombre de Productos Alimenticios La Morena S. A.
El 25 de marzo de 2015, Kraft Foods Group Inc. anunció que se fusionaría con H. J. Heinz Company, propiedad de 3G Capital y Berkshire Hathaway Inc., para formar la quinta empresa de alimentos y bebidas más grande del mundo. Las empresas completaron la fusión el 2 de julio de 2015.